# Regimentul 18 Infanterie (1916-1918)
Regimentul 18 Infanterie a fost o unitate de nivel tactic care s-a constituit la 14/27 august 1916, prin mobilizarea unităților și subunităților existente la pace aparținând de Regimentul Gorj No. 18. Regimentul a făcut parte din organica Brigăzii 1 Infanterie, fiind dislocat la pace în garnizoana Târgu Jiu. La intrarea în război, Regimentul 18 Infanterie a fost comandat de colonelul Constantin Jipa. Regimentul 18 Infanterie a participat la acțiunile militare pe frontul românesc, pe toată perioada războiului, între 14/27 august 1916 - 28 ocotmbrie/11 noiembrie 1918.
Drapelul de luptă al regimentului a fost decorat cu cea mai înaltă distincție de război, Ordinul „Mihai Viteazul”, clasa III.
„Pentru vitejia și avântul exemplar cu care au luptat ofițerii, subofițerii și soldații regimentului, în luptele înverșunate ce s-au dezlănțuit între 11-14 iulie 1917, repetând astfel strălucitele fapte de arme ce au săvârșit pe Velea Jiului în 1916. Atacând cu furie pozițiunile întărite de pe Dealul Mărăști, de pe Dealul Răchitașul Mic, precum și acelea de pe Muntele Tina Neagra și Tina Golașe, au aruncat pe rând trupele inamice afară din liniile lor de apărare, și le-au pus pe fugă în dezordine până dincolo de Lepșa. Au luat prizonieri 8 ofițeri, 676 trupă și au capturat 4 obuziere mari, 4 mitraliere, 13 mortiere și un tun de munte, 3 camioane, 900 lăzi cu grenade și bombe, precum și un bogat material de război.”
Înalt Decret no. 834 din 4 august 1917

## Comandanți
- Ordinul „Mihai Viteazul”, clasa III[3]